# Láokoón
Láokoón (řecky Λαοκόων, latinsky Laocoon) je v řecké mytologii Apollónův kněz v Tróji.

## Biografie
Láokoón byl synem vznešeného Trójana Anténora, který je známý tím, že po únosu Heleny trojským princem Paridem se zasazoval o to, aby Helena byla králi Meneláovi vrácena. Také prý vyjednávače Řeků Odyssea a Meneláa ubytoval u sebe v domě.
Láokoóntovým bratrem je Anchísés, který se stal dardanským králem a také otcem Aineia, který vyvedl lid po pádu Tróje a dovedl je do nové vlasti – Itálie.
Láokoón byl věštec a jeho největší chvíle přišla právě v poslední den před zkázou Tróje. Když Řekové lstivě zbudovali dřevěného trojského koně, inscenovali zničení vlastního tábora a ukryli své lodě, aby se Trójané domnívali, že po deseti letech marného obléhání jejich města to Řekové vzdali a odpluli domů. Dřevěný kůň byl zvláštním tajemným darem a Trójané jej zkoumali ze všech stran.

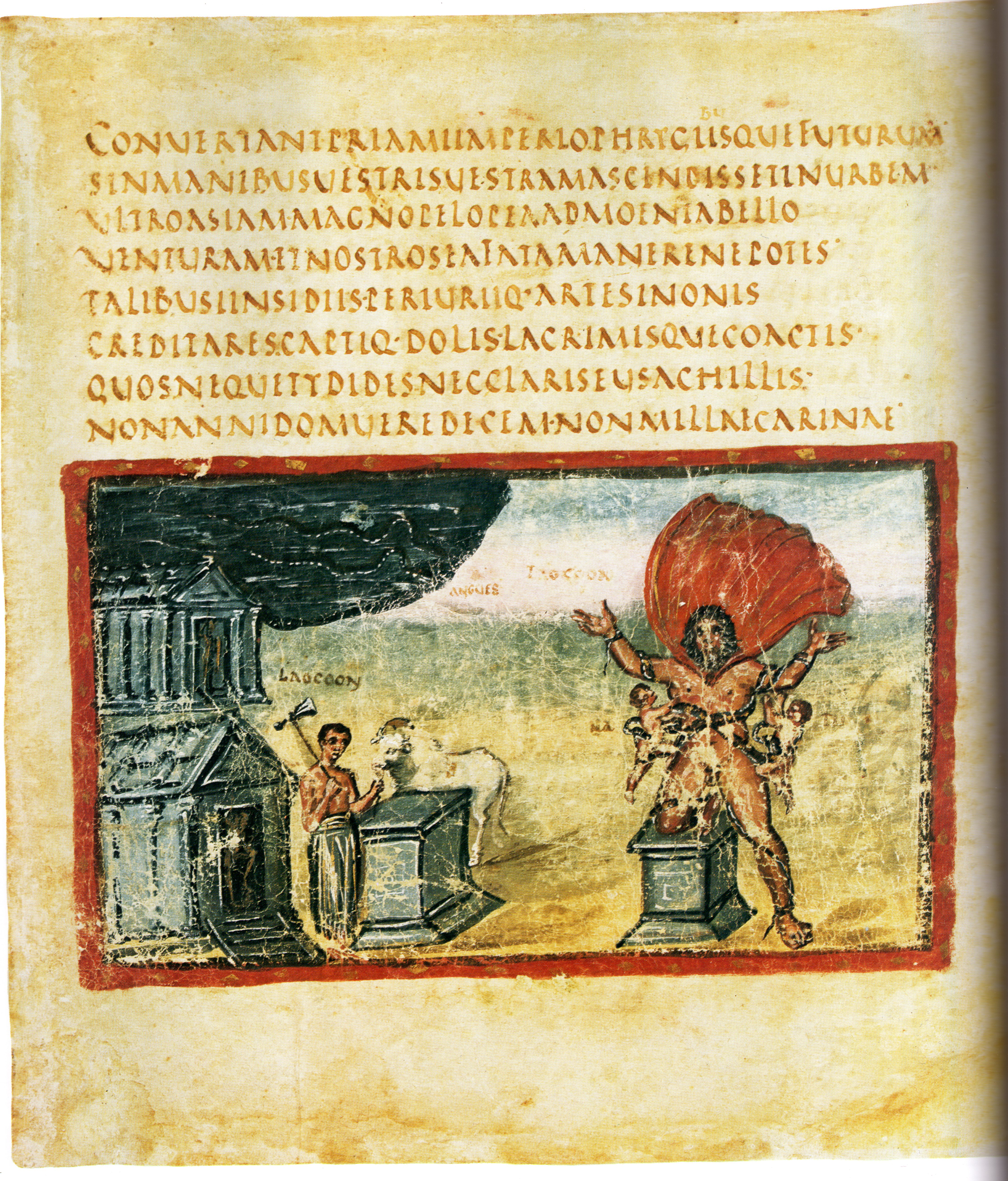
Láokoón se syny na ilustraci starověkého rukopisu od Vergilia, kolem roku 400 n. l.

Láokoón všeobecné zvědavosti nepodlehl, naopak své krajany varoval, aby koně nechali na místě a v žádném případě ho nevtahovali do města. Neuvěřil ani vymyšlené historce Řeka Sinóna, který přesvědčivě líčil, jak ho krajané nechali daleko od vlasti, jak jim uprchl. A že kůň je darem Řeků bohyni Athéně.
Věštkyně Kassandra nahlas varovala, že v koni jsou ukryti ozbrojení bojovníci, jako vždy jí nikdo nevěřil. Věštec Láokoón nabádal, aby od Danaů nepřijímali nic, i když jsou to dary – odtud rčení Danajský dar. Ani to nikdo nechtěl slyšet. Bezmocný Láokoón mrštil své kopí na dřevěného koně, ale to bylo tak všechno, co mohl udělat.
Nymfy seslaly na Láokoónta dva velké jedovaté hady jménem Porkés a Chariboia, ti zardousili jeho i jeho dva syny. To Trójanům připadalo jako znamení přízně bohů. Vtáhli koně za hradby, které kvůli tomu sami pobořili. V noci z koně vyskákali ukrytí muži, otevřeli městské brány svému vojsku, které se za tmy vrátilo k městu. Do rána byla hrdá Trója zcela zničena.

## Odraz v umění
Sousoší Láokoón a jeho synové, které vytvořila trojice rhodských sochařů Hagésandros, Polydóros a Athénodóros kolem roku 175-150 př. n. l. bylo nalezeno v roce 1506 v ruinách Neronova Zlatého domu v Římě.
Dnes je toto sousoší ve Vatikánském muzeu jako jeden z jeho nejvzácnějších exponátů.